# Statut d'autonomie de la Catalogne de 1932
Pour les articles homonymes, voir Statut d'autonomie de la Catalogne.
Statut de 1979
Le statut d'autonomie de la Catalogne de 1932 (en catalan : Estatut d'Autonomia de Catalunya de 1932), également connu comme le statut de Núria (en catalan : Estatut de Núria), est le premier statut d'autonomie octroyé à la Catalogne. D'inspiration souverainiste, la rédaction du statut fut soutenue par le président de la Généralité de Catalogne, Francesc Macià, et ses alliés républicains. Il fut approuvé par référendum par une majorité écrasante des électeurs catalans, à 99 %. L'avant-projet du statut fut achevé le 20 juin 1931 dans la ville pyrénéenne de Núria et fut approuvé par le Parlement espagnol le 9 septembre 1932.

## Contexte historique

### La victoire des autonomistes catalans
Depuis les années 1880, la question de l'autonomie catalane, à laquelle le roi Philippe V avait mis fin par les décrets de Nueva Planta entre 1705 et 1716, resurgit à la faveur de la Renaixença catalane. En 1919, les autorités de la mancommunauté de Catalogne rédigent un premier projet de statut. Il est approuvé par une très large majorité de 98 % des citoyens consultés. Mais, jamais réellement appliqué, il est supprimé dès 1923, à la faveur du coup d'État du capitaine général de Catalogne, Miguel Primo de Rivera.
Les années 1920 voient l'affirmation des mouvements républicains et autonomistes en Catalogne, comme l'Action catalane de Manuel Carrasco Formiguera, l'Action républicaine de Catalogne de Matías Mallol Bosch et Estat Català de Jaume Ayguadé. L'accord de Saint-Sébastien est signé le 17 août 1930 par diverses formations républicaines et socialistes espagnoles, comme le Parti républicain radical d'Alejandro Lerroux ou l'Action républicaine de Manuel Azaña. L'accord est soutenu par ces partis autonomistes catalans, parce qu'il prévoit la satisfaction des revendications nationalistes, mais sans calendrier précis.
En mars 1931, un nouveau parti républicain catalan, l'Esquerra Republicana de Catalunya (ERC), est constitué en prévision des élections municipales du 12 avril 1931. L'ERC remporte un véritable succès électoral en Catalogne lors de ces élections. La victoire des républicains dans le reste de l'Espagne précipite l'abdication d'Alphonse XIII, le 14 avril 1931. Le lendemain, Francesc Macià, qui dirige l'ERC, proclame la République catalane à l'intérieur de la Fédération des républiques ibériques, et annonce la formation du premier gouvernement de cette République catalane.

### Le compromis et le statut de Núria
Inquiet des événements en Catalogne, le chef du gouvernement provisoire de l'Espagne, Niceto Alcalá Zamora envoie trois de ses ministres, Fernando de los Ríos, Marcelino Domingo et Lluís Nicolau d'Olwer à Barcelone. Après d'âpres négociations, ils obtiennent de Francesc Macià qu'il reconsidère sa position en attendant l'adoption de la constitution. Selon cet accord, l'État catalan est réduit à un gouvernement autonome, qui prend le nom de Généralité de Catalogne, en échange d'un statut d'autonomie.
Le gouvernement provisoire de la Généralité prépare immédiatement un avant-projet de statut, rédigé par un groupe d'hommes politiques et de juristes de diverses tendances républicaines, socialistes et nationalistes, dirigés par Jaume Carner. Cet avant-projet, connu comme l’Estatut de Núria, car il est achevé le 20 juin 1932 dans la ville catalane de Núria. Après avoir subi quelques modifications, il est adopté par la députation provisoire et par la Généralité. Il est ensuite soumis au vote des citoyens catalans le 2 août 1931, qui l'approuvent à 99 %, avec un taux de participation de 75 %.

### Les tensions aux Cortes et le statut définitif

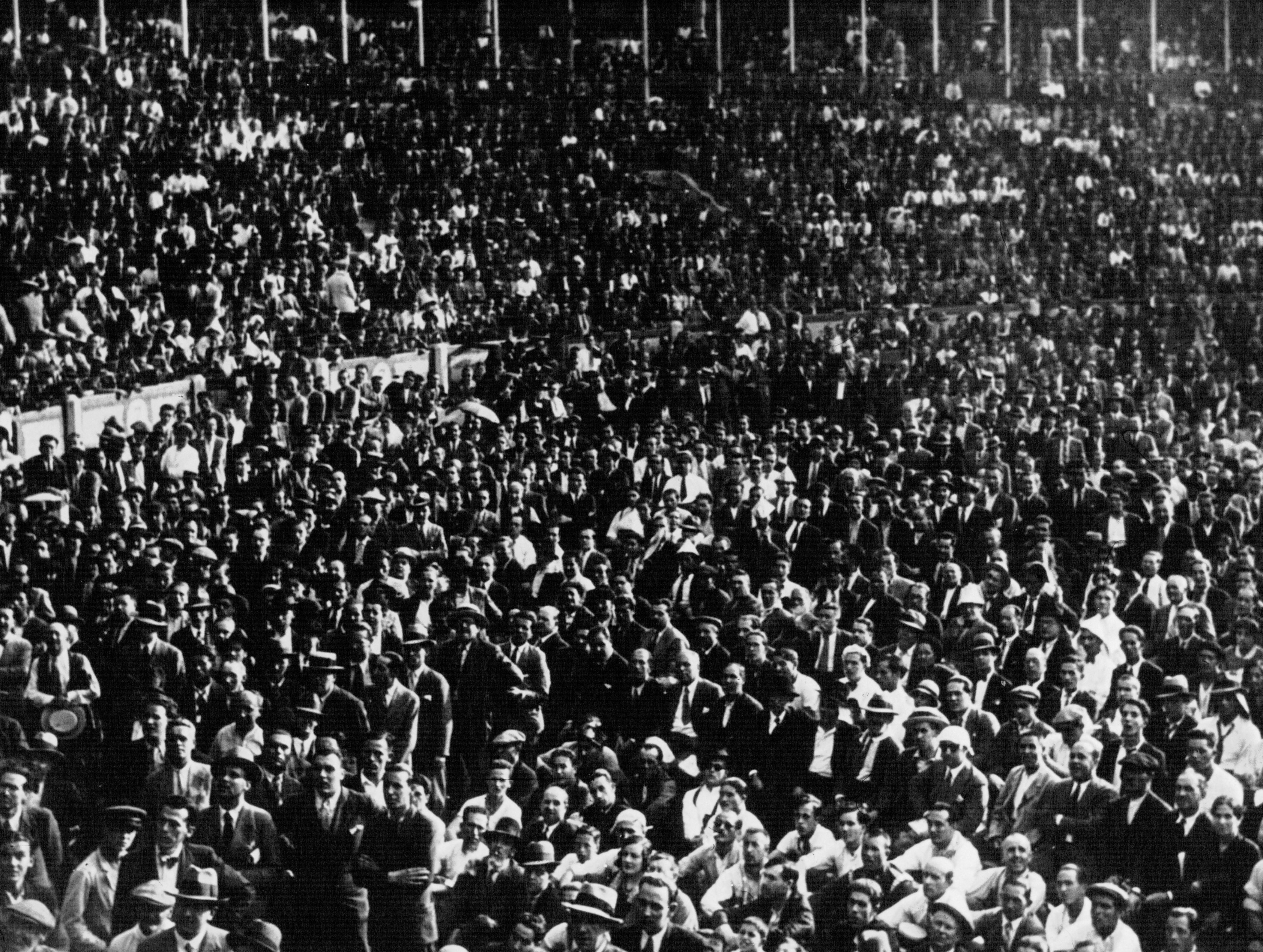
Manifestation contre le statut d'autonomie à la Monumental de Barcelone (1932).

Le 11 août 1931, la Généralité affirme officiellement son soutien au projet, qui est présenté le 18 août par le président Niceto Alcalá Zamora devant les députés des Cortes espagnoles. Cependant, les tensions s'accroissent entre les représentants catalans, qui considèrent que le projet, qui a reçu le vote populaire, doit être accepté en l'état, et les autres députés espagnols, qui ne s'estiment pas liés par le texte du projet et se proposent de l'amender. Le 10 décembre 1931, l'adoption de la constitution espagnole, qui refuse toute forme fédérale pour l'État espagnol, brise un certain nombre d'espoirs du côté catalan.
Le 6 mai 1932, le débat sur le projet de statut s'ouvre enfin aux Cortes, dans un climat plutôt hostile aux revendications catalanes. Niceto Alcalá Zamora et Manuel Azaña ont du mal à convaincre leurs collègues républicains que ce projet ne prépare pas un démembrement de l'Espagne, tandis que les élus de droite en agitent le spectre. Le coup d'État manqué du général José Sanjurjo, qui pensait profiter des peurs de décomposition de l'État espagnol, accélère le débat et l'adoption définitive du statut, le 9 septembre 1932. Il est approuvé à une large majorité de 314 voix pour et 24 contre.

## Dispositions générales

### L'avant-projet de statut
L'avant-projet de statut est connu comme le « statut de Núria ». Il faut cependant souligner que, n'ayant pas été encore approuvé par la population catalane, ni par les instances représentatives qu'étaient la Généralité et les Cortes, il est abusif de le désigner comme un véritable statut d'autonomie.
Cet avant-projet proposait une structure fédérale de l'Espagne. À l'intérieur de cette fédération, les Pays catalans auraient obtenu un gouvernement autonome unique, réalisant les désirs d'une grande union pancatalane. Le catalan aurait été reconnu comme seule langue officielle de la Catalogne. 
La Généralité, comme autorité organisatrice et légiférante de la Catalogne, devait obtenir de larges pouvoirs dans de nombreux domaines :
- l'économie, en retrouvant un rôle directeur dans les investissements économiques, en particulier dans le domaine agricole, mais surtout en obtenant le contrôle de l'impôt ;
- l'éducation, avec le contrôle de l'enseignement ;
- l'administration, avec la refonte du système municipal et la possibilité de revoir la division territoriale de la Catalogne ;
- le droit, avec la réforme du droit civil et hypothécaire, et la justice, avec la réorganisation du système judiciaire ;
- l'ordre public.

Les pouvoirs étaient partagés entre la Généralité, dirigée par un président et ses conseillers, un parlement et un tribunal supérieur de justice.

### Le texte définitif
Du fait de l'introduction de nombreux amendements, le texte final, avec 52 articles, est considérablement plus long que l'avant-projet de statut qui n'en comptait que 18. Le statut dispose que, conformément à la Constitution de la République qui définit l'Espagne comme « un État intégral, compatible avec l'autonomie des régions et des municipalités », la Catalogne est « une région autonome au sein de l'État espagnol ». Le catalan est reconnu comme langue officielle, mais au même titre que l'espagnol. La Généralité, qui souhaitait une autonomie très large, doit accepter le partage des compétences avec l'État espagnol dans les domaines de l'enseignement et du maintien de l'ordre public.
Le 21 novembre 1932, afin de définir précisément les limites de compétences, mais aussi répartir les biens entre l'État et la Généralité, une commission paritaire de douze membres est formée, dont six sont nommés par l'État et six par la Généralité. Enfin, alors que les conflits entre la Généralité et l'État devaient être réglés par un organisme paritaire, le statut lui substitue un Tribunal des garanties constitutionnelles. 
Malgré ces modifications, le statut conférait une autonomie substantielle à la Catalogne : la Généralité était dorénavant composée d'un Parlement, un président et un conseil exécutif.

## Suspension et suppression du statut

### La suspension du statut
Les élections générales de 1933 voient un changement politique important. Si, en Catalogne, l'ERC obtient la majorité des sièges, ce sont les radicaux de droite du Parti républicain radical (PRR) et la Confédération espagnole des droites autonomes (CEDA), et leurs alliés catalan de la Ligue régionaliste qui l'emportent au niveau national. La nouvelle chambre est beaucoup plus hostile aux prétentions catalanes que la précédente. Les conflits se multiplient entre le gouvernement espagnol et la Généralité.
Le 14 avril 1934, la Généralité promulgue la controversée loi sur les contrats de culture (Llei de Contractes de Conreu), qui garantit aux métayers (rabassaires) l'exploitation de terres pendant six ans au moins et la possibilité de les acheter après 15 années d'exploitation. Cette loi, qui provoque la fureur des propriétaires terriens, conduit la Ligue régionaliste à demander que cette loi soit déclarée inconstitutionnelle, en demandant au gouvernement espagnol de faire appel au Tribunal des garanties constitutionnelles. Celui-ci déclare la loi inconstitutionnelle le 8 juin 1934, précisant qu'elle excède le champ des compétences du statut d'autonomie. 
Cette décision est considérée par l'ERC comme une attaque contre l'autonomie catalane. Les députés catalans de l'ERC et basques du PNV quittent les Cortes. Le 12 juin, la Généralité soumet au vote du parlement catalan une loi identique à celle qui a été repoussée par le Tribunal des garanties constitutionnelles. Face à cette grave crise de confiance, le gouvernement de Ricardo Samper s'efforce, durant tout l'été 1934 de renouer le fil de la discussion avec la Généralité. Le 4 octobre 1934, la CEDA, considérant que Ricardo Samper n'est pas assez ferme face aux problèmes sociaux qui agitent l'Espagne et en particulier la « question rabassaire », lui retire sa confiance. Alejandro Lerroux prend la tête du gouvernement suivant, dans lequel entrent plusieurs ministres de la CEDA. Cet événement porte à son comble l'exaspération des socialistes, qui annoncent le début d'une grève générale dans tout le pays pour le lendemain : c'est la révolution qui commence.
Le 6 avril 1934, le président de la Généralité, Lluís Companys, depuis le balcon de la Généralité à Barcelone, proclame l'« État catalan au sein de la République fédérale espagnole », afin de réagir contre « les forces monarchistes et fascistes qui ont pris d'assaut le pouvoir ». Mais le manque de préparation et de soutien mènent à l'échec du soulèvement dès le lendemain. Le président de la Généralité et ses conseillers sont emprisonnés, tandis que le statut d'autonomie de la Catalogne est suspendu. L'administration est soumise au contrôle militaire, avant que, le 2 janvier 1935, les Cortes espagnoles votent la suspension indéfinie et le retour des compétences abandonnées à la Généralité à l'État central.

### La fin du statut
Aux élections générales du 16 février 1936, les forces de gauche espagnoles s'unissent au sein du Front populaire (Frente Popular). En Catalogne, ce « Front des gauches » Front d’Esquerres inclut les socialistes du Parti socialiste unifié de Catalogne (PSUC), les communistes du Parti communiste de Catalogne (PCC) et du Parti ouvrier d'unification marxiste (POUM), mais aussi l'ERC et d'autres partis nationalistes catalans. Le 21 février, tous les hommes politiques, syndicalistes et travailleurs condamnés en 1934 sont amnistiés par une loi des Cortes. Le 1er mars, le statut est rétabli, la Généralité est restaurée et Lluís Companys retrouve son poste de président.
Pendant la guerre d'Espagne, la Catalogne connait une période de troubles. Le 5 avril 1938, alors que les troupes nationalistes entrent en Catalogne à la faveur de l'offensive d'Aragon, le général Franco abolit le statut dans les territoires catalans qu'il contrôle. À la suite de la conquête définitive de la Catalogne en janvier 1939, le régime franquiste supprime l'autonomie dans toute la région.

### Sources
- (es) Cet article est partiellement ou en totalité issu de l’article de Wikipédia en espagnol intitulé « Estatuto de autonomía de Cataluña de 1932 » (voir la liste des auteurs).